# Bajor
No universo ficcional de Star Trek, Bajor é um planeta, classe M, em cuja órbita gira a estação espacial Deep Space Nine (Estação Espacial Nove), que, embora ocupada e administrada pela Federação, pertence a Bajor.

## Ocupação cardassiana
O planeta Bajor esteve ocupado pelos cardassianos durante aproximadamente quarenta anos, de 2328 a 2369. Neste período, a estação espacial Terok Nor (nome cardassiano da Deep Space 9) foi construída com trabalho escravo bajoriano e servia como entreposto de mineração e refino de minério pelos cardassianos.
Quando o movimento de resistência bajoriano forçou os cardassianos a se retirar, eles abandonaram a estação espacial, que passou, então, a ser controlada pela Federação a pedido do governo de Bajor,  com o nome de "Estação Espacial 9", sob comando do capitão Benjamin Sisko.
Bajor foi admitido em 2374 pela Federação dos Planetas Unidos.

## Os bajorianos
Os bajorianos são um povo estritamente religioso e dogmático. Durante muito tempo, trabalharam arduamente nas minas de Bajor, escravizados que foram pelos cardassianos que ocupavam a Terok Nor. Ao fim dessa ocupação, os bajorianos passaram a ter a proteção da Federação, da qual fazem parte a Terra, Vulcano, Telar, Alfa Centauri e Andor e muitos outros planetas.
A mais famosa bajoriana a aparecer na série é a Major Kira Nerys, antiga guerrilheira contra a ocupação cardassiana. Torna-se oficial de ligação entre os bajorianos e a Federação e segunda em comando na Estação Espacial DS9, sob o comando do Capitão Sisko. Com o desaparecimento do Capitão, no episódio final da série, Kira assume o comando da estação.

## Os Profetas
Os Profetas são o ponto central da religião bajoriana. Os roteiristas da série provavelmente preferiram usar este termo para evitar se referir a deuses, uma vez que os profetas tem existência real e aparecem na série. Quem descobre os profetas pela primeira vez é o capitão Sisko, ao passar pela fenda espacial, para a beira da qual foi movida a DS9, assim que esta fenda foi descoberta. Depois desse encontro, os bajorianos passam a chamá-lo de "O Emissário", com status de entidade religiosa. Já a Fenda Espacial é chamada pelos bajorianos de "Templo Celestial".
A Frota Estelar permite ao capitão cumprir este papel, uma vez que facilitaria a entrada de Bajor na Federação.